# Tony Award du meilleur acteur dans un second rôle dans une pièce

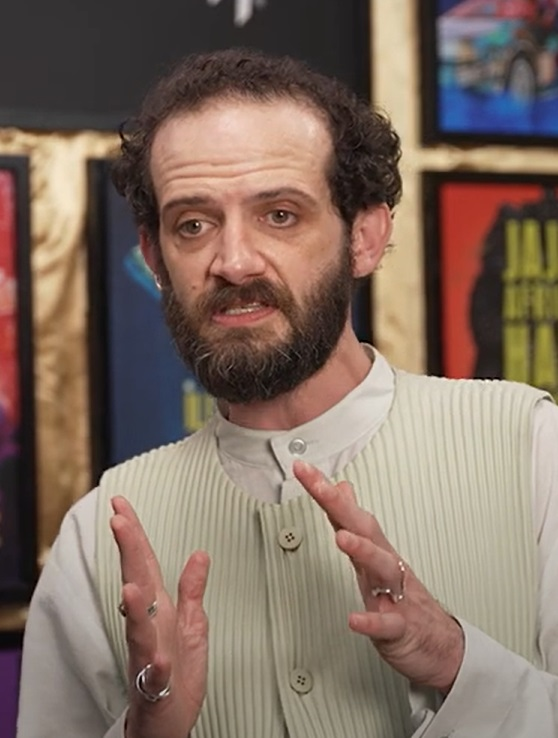
Will Brill

Le Tony Award du meilleur acteur dans un second rôle dans une pièce (Tony Award for Best Featured Actor in a Play) est un prix récompensant les meilleurs acteurs dans des seconds rôles dans de nouvelles pièces ou des reprises jouées à Broadway, New York. Le prix existe depuis 1949 et, comme les autres Tony Awards, il est remis lors d'une cérémonie ayant lieu mi-juin, chaque année.
Frank Langella est, pour l'instant, le seul à avoir gagné deux prix dans cette catégorie.

## Prix et nominations

### Années 1940
- 1949 : Arthur Kennedy – Mort d'un commis voyageur
  - Pas de nommés

### Années 1950
- 1950 : Pas de prix
- 1951 : Eli Wallach - La Rose tatouée
- 1952 : John Cromwell - Point of No Return (en)
- 1953 : John Williams - Le crime était presque parfait
- 1954 : John Kerr - Tea and Sympathy (en)
- 1955 : Francis L. Sullivan - Témoin à charge
- 1956 : Ed Begley - Inherit the Wind (en)
- 1957 : Frank Conroy - The Potting Shed (en)
- 1958 : Henry Jones - Sunrise at Campobello
- 1959 : Charles Ruggles - The Pleasure of His Company

### Années 1960
- 1960 : Roddy McDowall - The Fighting Cock
- 1961 : Martin Gabel - Big Fish, Little Fish (en)
- 1962 : Walter Matthau - Quand l'inspecteur s'emmêle (A Shot in the Dark)
- 1963 : Alan Arkin - Enter Laughing
- 1964 : Hume Cronyn - Hamlet
- 1965 : Jack Albertson - The Subject Was Roses
- 1966 : Patrick Magee - Marat-Sade
- 1967 : Ian Holm - Le Retour
- 1968 : James Patterson - L'Anniversaire
- 1969 : Al Pacino - Does a Tiger Wear a Necktie? (en)

### Années 1970
- 1970 : Ken Howard - Child's Play (en)
- 1971 : Paul Sand - Paul Sills' Story Theatre (en)
- 1972 : Vincent Gardenia - The Prisoner of Second Avenue
- 1973 : John Lithgow - The Changing Room (en)
- 1974 : Ed Flanders - Une lune pour les déshérités
- 1975 : Frank Langella - Seascape
- 1976 : Edward Herrmann - Mrs. Warren's Profession
- 1977 : Jonathan Pryce - Comedians (en)
- 1978 : Lester Rawlins - Da
- 1979 : Michael Gough - Bedroom Farce (en)

### Années 1980
- 1980 : David Rounds - Morning's at Seven (en)
- 1981 : Brian Backer - The Floating Light Bulb (en)
- 1982 : Zakes Mokae - "Master Harold"...and the Boys (en)
- 1983 : Matthew Broderick - Brighton Beach Memoirs
- 1984 : Joe Mantegna - Glengarry Glen Ross
- 1985 : Barry Miller - Biloxi Blues
- 1986 : John Mahoney - The House of Blue Leaves (en)
- 1987 : John Randolph - Broadway Bound (en)
- 1988 : B. D. Wong - M. Butterfly
- 1989 : Boyd Gaines - The Heidi Chronicles

### Années 1990
- 1990 : Charles Durning - La Chatte sur un toit brûlant
- 1991 : Kevin Spacey - Lost in Yonkers
- 1992 : Laurence Fishburne - Two Trains Running (en)
- 1993 : Stephen Spinella - Angels in America: Millennium Approaches
- 1994 : Jeffrey Wright - Angels in America: Perestroika
- 1995 : John Glover - Love! Valour! Compassion!
- 1996 : Ruben Santiago-Hudson - Seven Guitars (en)
- 1997 : Owen Teale - Une maison de poupée
- 1998 : Tom Murphy - The Beauty Queen of Leenane
- 1999 : Frank Wood - Side Man

### Années 2000
- 2000 : Roy Dotrice - Une lune pour les déshérités
- 2001 : Robert Sean Leonard - The Invention of Love (en)
- 2002 : Frank Langella - Le Pain d'autrui
- 2003 : Denis O'Hare - Take Me Out
- 2004 : Brían F. O'Byrne - Frozen (en)
- 2005 : Liev Schreiber - Glengarry Glen Ross
- 2006 : Ian McDiarmid - Faith Healer (en)
- 2007 : Billy Crudup - The Coast of Utopia (en)
- 2008 : Jim Norton - The Seafarer
- 2009 : Roger Robinson - Joe Turner's Come and Gone (en)

### Années 2010
- 2010 : Eddie Redmayne - Rouge
- 2011 : John Benjamin Hickey - The Normal Heart
- 2012 : Christian Borle - Peter and the Starcatcher (en)
- 2013 : Courtney B. Vance - Lucky Guy (en)
- 2014 : Mark Rylance - La Nuit des rois
- 2015 : Richard McCabe - The Audience (en)
- 2016 : Reed Birney - The Humans (en)
- 2017 : Michael Aronov - Oslo (en)
- 2018 : Nathan Lane - Angels in America
- 2019 : Bertie Carvel - Ink (en)

### Années 2020
- 2020 : David Alan Grier - A Soldier's Play
- 2022 : Jesse Tyler Ferguson – Take Me Out
- 2023 : Brandon Uranowitz – Leopoldstadt
- 2024 : Will Brill – Stereophonic
- 2025 : Francis Jue – Yellow Face